# Francisco Aníbio da Silva Costa
Francisco Aníbio da Silva Costa, meglio conosciuto come Índio (Fortaleza, 10 giugno 1972), è un ex giocatore di calcio a 5 brasiliano.

## Carriera
Con la nazionale brasiliana ha disputato il FIFA Futsal World Championship 2000 in cui la Seleçao, qualificata come campione continentale, ha perso la finale per il titolo per 4-3 contro la Spagna. Nel 2003 ha fatto parte della sfortunata spedizione al campionato continentale dove il Brasile è stato sconfitto in finale dall'Argentina. L'anno dopo al FIFA Futsal World Championship 2004 la nazionale sudamericana è giunta terza, battendo nella finalina l'Argentina.